# Dragon Ball Z
Pour les articles homonymes, voir Dragon Ball (homonymie) et DBZ.
 (juin 2012).
Si vous disposez d'ouvrages ou d'articles de référence ou si vous connaissez des sites web de qualité traitant du thème abordé ici, merci de compléter l'article en donnant les références utiles à sa vérifiabilité et en les liant à la section « Notes et références ».
Autre
Dragon Ball Z (ドラゴンボールZ, Doragon Bōru Zetto, abréviation commune DBZ) est une série télévisée d'animation japonaise adaptée de la franchise Dragon Ball d'Akira Toriyama et produite par Toei Animation. Cette série est diffusée initialement sur Fuji entre le 26 avril 1989 et le 31 janvier 1996, et fait suite au premier anime Dragon Ball, remplaçant celle-ci dans la plage horaire du mercredi à 19h. Elle adapte alors les vingt-six derniers volumes du manga en 291 épisodes de 25 minutes. La série est ensuite remplacée le 7 février 1996 par une suite inédite en manga, Dragon Ball GT.
En France, la série est diffusée sur TF1 à partir de 1990 dans la foulée de la série Dragon Ball dans le Club Dorothée une émission de jeunesse et sa diffusion a cessé au milieu de l'arc Boo en 1996 en raison des signalements au CSA liés à la violence de certains épisodes. En effet à partir de Dragon Ball Z le ton humour est moins présent. À l'inverse le drama est davantage présent. La série sera finalement diffusée en intégralité en claire courant 2005 sur NT1.
Une version restaurée en HD et simplifiée en 159 épisodes (167 à l'international), intitulée Dragon Ball Kai (ou Dragon Ball Z Kai et Dragon Ball Z Kai: The Final Chapters à l'international), a été diffusée du 5 avril 2009 au 28 juin 2015 à 9 h, en compagnie de One Piece, dans le bloc de programmes Dream 9.
En raison de sa popularité grandissante, Dragon Ball Z en tant que série animée devient une référence pour la franchise entière, éclipsant d'une certaine manière la première série. Elle remporta d'ailleurs le Prix Kyo de 2003, puis le Prix Jump de 2007. Une suite directe, intitulée Dragon Ball Super, a été diffusée (en parallèle du manga du même nom) du 5 juillet 2015 au 25 mars 2018 sur Fuji TV, remplaçant alors Dragon Ball Kai.

## Trame

### Synopsis
Dragon Ball Z se déroule cinq ans après le mariage de Sangoku et de Chichi, désormais parents de Sangohan. Raditz, un mystérieux guerrier extraterrestre, qui s'avère être le frère de Son Goku, arrive sur Terre pour retrouver ce dernier. Ce dernier apprend qu'il vient d'une planète de guerriers redoutables dont il ne reste plus que quatre survivants, et qu'il avait été envoyé sur la planète Terre dans le but de la conquérir (une chute alors qu'il était enfant lui aurait fait perdre la mémoire).

### Univers
Tout comme Dragon Ball, Dragon Ball Z se déroule dans des univers multiples où la guerre et l’affrontement entre le bien et le mal sont permanents. L'un des motifs récurrents est la présence de boules de cristal. Si sept boules de cristal sont réunies, n’importe quel vœu peut être exaucé, hormis s'il a déjà été demandé, en invoquant le dragon Shenron, émanation du Tout-Puissant. Ces dernières sont la cause des plus grands conflits de la saga, car elles peuvent notamment apporter l’immortalité. Presque tous les plus grands ennemis de Dragon Ball puis Dragon Ball Z les recherchent (Vegeta, Freezer, Garlic Junior, Piccolo).

## Analyse de l'œuvre
La série Dragon Ball Z se différencie de Dragon Ball par son accent mis sur les combats opposant Sangoku et ses amis à des ennemis toujours plus puissants et acharnés dans leur conquête du monde. Dans Dragon Ball, le personnage principal Son Goku apparaît comme un enfant surdoué des arts martiaux qui lutte contre des personnages le plus souvent sans scrupules et méchants, mais qui reste dans une certaine mesure à dimension humaine. Dans Dragon Ball Z, à la manière d'un roman initiatique, Son Goku devient adulte, tombe amoureux en épousant Chichi et a des enfants, mais surtout il affronte de nouveaux ennemis surpuissants tels que Vegeta, Freezer, Cell ou encore Boo. Les combats ne se déroulent plus seulement sur Terre mais aussi et souvent sur des planètes lointaines, notamment celle des Nameks et celle des Kaïo Shins.

### Inspiration
Dragon Ball Z est la suite de l'adaptation en série télévisée d'animation du manga Dragon Ball, qui a eu un impact profond sur une large génération. L'adaptation est cependant beaucoup plus libre que dans la première moitié de l'œuvre, la production ayant recours à une censure variable et surtout à de nombreux épisodes « fillers » créés de toutes pièces par l'équipe d'animation, plus ou moins en adéquation avec l'œuvre originale.

### Thèmes abordés
Tout d'abord, des valeurs liées aux arts martiaux et au combat tels que l'abnégation, le courage, la force et la capacité à se surpasser pour atteindre ses objectifs sont parties prenantes de l'univers Dragon Ball (et sont des caractéristiques communes du sous-genre nekketsu). À de nombreuses reprises, Son Goku passe tout près de la mort mais grâce à un mental hors-norme et à ses pouvoirs de Saiyan, il réchappe souvent tant bien que mal de situations qui paraissaient désastreuses. Cette volonté extraordinaire est l'une des qualités du héros qui attire et repousse les ennemis tout au long de la série. D'autre part, le thème de la puissance dans Dragon Ball Z est au cœur des discussions entre les principaux protagonistes. Leurs entraînements intenses ainsi que leurs combats leur permettent de développer leurs potentiels de façon exponentielle (surtout dans les cas des Saiyans qui ont un potentiel théoriquement illimité). La série aborde de nombreux sujets tels que les problèmes liés à la robotique et à l'intelligence artificielle par le biais des cyborgs (notamment C-16, C-17, C-18 et C-19).
L'univers de Dragon Ball se déroulant dans un futur proche, certaines inventions technologiques sont présentées comme la « capsule », qui permet de mettre en poche n'importe quel objet de taille importante comme une moto, une maison, etc. La présence sur d'autres planètes d'extraterrestres à la force prodigieuse, tels Freezer, confirme le caractère de science-fiction de la série. Le mythe du professeur fou est aussi exploré par l'intermédiaire du Dr Gero, s'étant lui-même transformé en cyborg (nommé C-20) et est également le créateur de Cell, un des plus puissants adversaires de la saga. L'environnement est aussi un thème récurrent dans la série : celui-ci est souvent détruit par les combats de Son Goku et ses amis mais ceux-ci s'en inquiètent fortement. La capacité de destruction des belligérants augmentant, la dégradation environnementale est également liée à la survie même des protagonistes et de tous les humains. Dragon Ball Z pose également la question de la vie après la mort : Son Goku est amené à mourir mais continue de vivre au Paradis, passant même par plusieurs résurrections, déployant un folklore religieux taoïste et bouddhiste (avec notamment le personnage du roi Enma).
Enfin, Dragon Ball est une œuvre souvent chorale : au contraire de Superman (auquel on compare souvent l’œuvre d'Akira Toriyama[réf. nécessaire]), le héros est ici entouré d'une équipe d'amis sans lesquels il ne réussirait jamais les épreuves qu'il affronte, et les relations entre personnages, souvent complexes, sont un thème majeur de l'histoire (plusieurs ennemis deviennent des alliés, d'abord de mauvaise grâce, par convergence d'intérêt, jusqu'à être pleinement intégrés au fil des épreuves contre des menaces croissantes qui transcendent toutes les dissensions), redoublé par les relations de parenté qui s'établissent également. Son Goku connaît même plusieurs longues absences dans le scénario, laissant la vedette à d'autres personnages, et notamment son fils Son Gohan.

## Anime
Au Japon, Dragon Ball Z est d'abord diffusée du 26 avril 1989 au 31 janvier 1996 sur Fuji TV. Le 5 avril 2009, Fuji TV commence la rediffusion de Dragon Ball Z, remasterisé en haute définition et en 16/9, remontée en 167 épisodes (159 en VO) sous le titre, Dragon Ball Z Kai.
Depuis l'arrivée de la série en France le 24 décembre 1990 au sein du Club Dorothée, AB, groupe propriétaire des droits, ne mettait à disposition du public que la version française censurée, autant lors des diffusions télévisées que pour les éditions en vidéo (mis à part pour l'édition DVD en 2001 du quatrième film de Dragon Ball, L'Armée du Ruban Rouge, chez un autre distributeur, AK Video). La situation était la même pour toutes les séries d'animation japonaises dont AB avait acquis les droits. Les premières diffusions se faisaient de manière systématique dans l'émission Club Dorothée sur TF1. En dépit des coupes de censure, la série a suscité un certain nombre de critiques pour sa violence. Sa diffusion est arrêtée en novembre 1996 soit près d'un an avant l'arrêt du Club Dorothée, alors que la série n'avait pas encore été totalement diffusée. L'épisode 274, Gare aux mirages, est le dernier dévoilé. Par la suite, la série a été diffusée sur des chaines du câble / satellite : Mangas, AB1, TMC, MCM, RTL9, Cartoon Network, Game One. En Polynésie française, la série a été diffusée dans son intégralité entre janvier et septembre 2001 sur la chaîne TNTV, rencontrant un vif succès. Avec la TNT, la série est visible sur NT1 dans une version remastérisée (basée sur des masters plus propres que les vieux masters AB mais non exempts de défauts zoom[précision nécessaire] et de censures au niveau de l'image), ce qui permet de proposer la série au plus grand nombre, dix ans après son arrêt sur TF1. Par ailleurs, la série est sortie peu à peu, en version censurée, en DVD individuels contenant entre 4 et 6 épisodes chacun, puis elle s'est interrompue au volume 44.
Le 22 août 2007 sortent les trois premiers films de Dragon Ball, les six premiers films et le premier téléfilm de Dragon Ball Z, réunis dans un coffret DVD, en version française et en version originale japonaise sous-titrée, non censurés. Le 4 septembre 2008 est sorti le deuxième coffret comprenant les derniers films. À cela s'ajoute le film de la troisième série, Dragon Ball GT, intitulé 100 ans après (renommé L'Héritage du Héros). Dans la nuit du 31 décembre 2008 au 1er janvier 2009, la chaîne Mangas diffuse le premier épisode de la série en version française remastérisée et non censurée avec les génériques japonais, les eyecatches, le teaser et l'écran-titre Un mystérieux guerrier dit pour l'occasion par Patrick Borg, la voix française de Son Goku. Cette version, alors inédite en France, est diffusée en avant-première de la sortie des trois coffrets regroupant l'intégralité de la série en VOSTFr / VF : le premier coffret DVD collector sort le 19 mars 2009. Depuis le 6 avril 2009, Mangas propose cette version à la télévision ; le deuxième coffret DVD collector est commercialisé le 7 octobre 2009 et le troisième est commercialisé le 25 mars 2010. Le 2 janvier 2012, la série est diffusée en intégralité sur la chaîne Direct Star à raison de cinq épisodes par jour, et par la suite sur D17.
La série est diffusée de 1996 à 2006 en Belgique sur Club RTL, depuis 2006 sur AB3 et sur MCM Belgique. Elle est également diffusée aux États-Unis durant 1996 sur The WB puis arrêtée en 1998, avant de reprendre trois mois plus tard sur Cartoon Network qui a terminé la diffusion en avril 2003.

### Série télévisée

#### Fiche technique
- Titre original : ドラゴンボールZ (Doragon Bōru Zetto)
- Titre français : Dragon Ball Z
- Réalisation : Daisuke Nishio, Shigeyasu Yamauchi, Minoru Okazaki
- Scénario : Takao Koyama, d'après le manga Dragon Ball d'Akira Toriyama
- Décors : Ken Tokushige
- Société(s) de production :  Toei Animation
- Pays d'origine :  Japon
- Langue originale : Japonais
- Genre : Action, science-fiction
- Nombre d'épisodes, licence et date de première diffusion :
  -  version japonaise : 291 (diffusés - terminée), Pony Canyon, diffusés du 26 avril 1989 au 31 janvier 1996 sur Fuji Television ;
  -  version française : 291 (diffusés - terminée), AB Distribution, diffusés du 24 décembre 1990 au 11 novembre 1996 sur TF1 (arrêtée un peu avant la fin). Diffusion intégrale en claire sur NT1 courant 2005.

#### Musique
- Partie instrumentale : Shunsuke Kikuchi
- Générique japonais : Cha-La Head-Cha-La
  - Auteur : Yukinojo Mori
  - Compositeur : Chiho Kiyooka
  - Interprète : Hironobu Kageyama
- Générique français : Dragon Ball Z
  - Auteurs compositeurs : Jean-François Porry / Gérard Salesses
  - Interprète : Ariane Carletti

#### Diffusion
Au Japon, la série est d'abord diffusée sur Fuji TV du 26 avril 1989 au 31 janvier 1996.
En France, elle est diffusée en partie du 24 décembre 1990 au 11 novembre 1996 dans le Club Dorothée sur TF1 et en intégralité courant 2005 sur NT1. En Italie, la diffusion commence le 26 avril 2000 sur la chaîne Italia 1.

### Films
1. Dragon Ball Z : À la poursuite de Garlic (15 juillet 1989)
2. Dragon Ball Z : Le Robot des glaces (10 mars 1990)
3. Dragon Ball Z : Le Combat fratricide (7 juillet 1990)
4. Dragon Ball Z : La Menace de Namek (19 mars 1991)
5. Dragon Ball Z : La Revanche de Cooler (20 juillet 1991)
6. Dragon Ball Z : Cent Mille Guerriers de métal (7 mars 1992)
7. Dragon Ball Z : L'Offensive des cyborgs (7 juillet 1992)
8. Dragon Ball Z : Broly le super guerrier (6 mars 1993)
9. Dragon Ball Z : Les Mercenaires de l'espace (10 juillet 1993)
10. Dragon Ball Z : Rivaux dangereux (ou anciennement Le Retour de Broly) (12 mars 1994)
11. Dragon Ball Z : Attaque Super Warrior ! (ou anciennement Bio-Broly) (9 juillet 1994)
12. Dragon Ball Z : Fusions (4 mars 1995)
13. Dragon Ball Z : L'Attaque du dragon (15 juillet 1995)
14. Dragon Ball Z: Battle of Gods (30 mars 2013)
15. Dragon Ball Z : La Résurrection de ‘F’ (18 avril 2015)

### Téléfilms
1. Dragon Ball Z : Baddack contre Freezer ou anciennement Le Père de Sangoku (1990)
2. Dragon Ball Z : L'Histoire de Trunks (1993)
3. Dragon Ball : Épisode de Bardock (2012)

### OAV
1. Dragon Ball Z : Réunissez-vous ! Le Monde de Goku (1992)
2. Dragon Ball Z : Le Plan d'éradication des Super Saïyens (1993)
3. Dragon Ball : Salut ! Son Goku et ses amis sont de retour !! (2008)
4. Dragon Ball Z : Le Plan d'éradication des Super Saiyans (2010 - remastérisation de Dragon Ball Z : Le Plan d'anéantissement des Saïyens. Uniquement disponible dans le jeu vidéo Dragon Ball: Raging Blast 2 sur PlayStation 3 et Xbox 360).

### Doublage
Le doublage français de Dragon Ball Z est réalisé selon Brigitte Lecordier sur du temps court tout comme l'adaptation sur des rythmes de 3 jours par section d'épisodes en raison du succès de la série. Il s'agissait d'un travail complexe où les adaptateurs se basaient sur une traduction sommaire en anglais faite par les japonais. Par ailleurs il fallait adapter la série à la culture française et à son public jeune. La doublage était réalisé chez AB par une équipe de comédiens jouant ensemble un texte commun défilant sur une bande vidéo. Il arrivait qu'un comédien joue deux personnages moins présents pour être payé suffisamment. Certains ont été remplacés au cours de la réalisation sans impacter la série.
- Shin Aomori (VF : Pierre Trabaud) : Kibito
- Takeshi Aono (VF : Gérard Surugue puis Pierre Trabaud / Georges Atlas (voix de remplacement)) : Tout-Puissant
- Tomohisa Asō (VF : Mark Lesser) : Puipui
- Shigeru Chiba (VF : Gérard Surugue) : Raditz
- Hisao Egawa (VF : Georges Lycan) : Spopovitch (Sporovitch en VF)
- Hiroko Emori (VF : Céline Monsarrat / Claude Chantal (voix de remplacement)) : Chaozu (Tchaoz en VF)
- Toshio Furukawa (VF : Philippe Ariotti / Pierre Trabaud et Georges Lycan (voix de remplacement)) : Piccolo (Satan Petit-Cœur en VF)
- Tōru Furuya (VF : Éric Legrand) : Yamcha
- Ryō Horikawa (VF : Pierre Trabaud (voix de la 1re apparition), Patrick Borg (voix de la 2e apparition) puis Éric Legrand (voix principale) / Frédéric Bouraly et William Coryn (voix de remplacement)) : Vegeta
- Banjō Ginga (VF : Georges Atlas) : Bora
- Daisuke Gōri (VF : Georges Atlas puis Georges Lycan) : Gyumao (le père de Chichi en VF)
- Daisuke Gōri (VF : Frédéric Bouraly) : Mr. Satan (Hercule en VF)
- Shō Hayami (VF : Patrick Borg) : Zabon
- Hideyuki Hori (VF : Georges Lycan) : Ginyu (Ginue en VF)
- Yukitoshi Hori (VF : Pierre Trabaud) : Dodoria
- Miki Itō (VF : Brigitte Lecordier) : C-18
- Shōzō Iizuka (VF : Georges Atlas) : Nappa
- Akira Kamiya (VF : Éric Legrand) : Garlic Junior
- Yukimasa Kishino (VF : Pierre Trabaud) : Butta
- Yūko Kobayashi (VF : Annabelle Roux et Brigitte Lecordier) : Maron
- Mami Koyama (VF : Brigitte Lecordier, Jane Val puis Claude Chantal) : Lunch
- Takeshi Kusao (VF enfant : Brigitte Lecordier / Claude Chantal (voix de remplacement) ; VF adulte : Mark Lesser (voix principale), William Coryn (1re voix de remplacement) et Frédéric Bouraly (2e voix de remplacement)) : Trunks petit et du futur
- Hikaru Midorikawa (VF : Patrick Borg et Éric Legrand / Frédéric Bouraly (dans l'épisode 152 uniquement)) : C-16
- Hikaru Midorikawa (VF : Frédéric Bouraly) : Paikûhan (Paul Kuhan en VF)
- Yūko Minaguchi (VF : Brigitte Lecordier / Annabelle Roux (voix de remplacement)) : Videl
- Yūji Mitsuya (VF : Brigitte Lecordier) : Kaio Shin
- Kōhei Miyauchi puis Hiroshi Masuoka (VF : Pierre Trabaud) : Kamé Sennin (Tortue Géniale en VF)
- Katsuji Mori (VF : Éric Legrand) : Nail
- Mariko Mukai puis Yōko Kawanami (VF : Claude Chantal) : Mme Brief
- Ichirō Nagai (VF : Céline Monsarrat) : Maître Karin
- Shigeru Nakahara (VF : Thierry Bourdon (voix principale) / Damien Boisseau, Antoine Nouel, Alain Flick et Éric Legrand (voix de remplacement)) : C-17
- Ryūsei Nakao (VF : Philippe Ariotti) : Freezer
- Toku Nishio (VF : Pierre Trabaud puis Éric Legrand) : M. Popo
- Reizō Nomoto (VF : Pierre Trabaud) : Vieux Kaio Shin
- Masako Nozawa et Takeshi Kusao (VF : Brigitte Lecordier) : Gotenks (Gotrunk en VF)
- Masako Nozawa (VF enfant : Brigitte Lecordier / Jackie Berger (voix de remplacement) ; VF adulte : Mark Lesser (voix principale) / David Lesser (voix de remplacement) et Patrick Borg (voix de remplacement sur 1 épisode)) : Son Gohan
- Masako Nozawa (VF : Thierry Redler (1re voix des 10ers épisodes) puis Patrick Borg (voix principale) / Alain Flick (voix de remplacement sur 2 épisodes)) : Son Goku
- Masako Nozawa (VF enfant : Brigitte Lecordier / Annabelle Roux (voix de remplacement) ; VF adulte : David Lesser) : Son Goten
- Yūsuke Numata (VF : Philippe Ariotti et Pierre Trabaud) : Ikose, Jewel, Obake, Saibai-man
- Ryūzaburō Ōtomo (VF : Frédéric Bouraly) : Dabra (Dabla en VF)
- Ryūji Saikachi (VF : Pierre Trabaud) : Dai Kaio
- Bin Shimada (VF : Philippe Ariotti) : Kaio de l'Ouest
- Kōzō Shioya (VF : Patrick Borg) : Boo (Boubou en VF)
- Mayumi Shō (VF : Céline Monsarrat / Stéphanie Murat et Francine Lainé (voix de remplacement)) : Chichi
- Tomiko Suzuki (VF : Claude Chantal) : Dendé (enfant)
- Hiro Yūki (VF : Éric Legrand) : Dendé (adulte)
- Hirotaka Suzuoki (VF : Georges Atlas (1re voix) / Philippe Ariotti (voix de remplacement) puis Georges Lycan (2e voix)) : Ten Shin Han
- Kazumi Tanaka (VF : Patrick Borg) : Jeese
- Mayumi Tanaka (VF : Claude Chantal / Jane Val et Francine Lainé (voix de remplacement)) : Krilin
- Mayumi Tanaka (VF : Philippe Ariotti) : Yajirobé
- Naoki Tatsuta (VF : Philippe Ariotti) : Oolong
- Hiromi Tsuru (VF : Céline Monsarrat / Stéphanie Murat et Francine Lainé (voix de remplacement)) : Bulma
- Megumi Urawa (VF : Céline Monsarrat) : Erasa
- Kenji Utsumi (VF : Georges Lycan) : Reacum
- Norio Wakamoto (VF : Georges Lycan) : Cell
- Naoko Watanabe (VF : Claude Chantal) : Puerh (Plume en VF)
- Kōji Yada (VF : Georges Lycan) : Dr Gero
- Keiko Yamamoto (VF : Claude Chantal) : Kaio de l'Est
- Jōji Yanami (VF : Pierre Trabaud) : Maître Kaio
- Jōji Yanami (VF : Georges Atlas puis Georges Lycan) : le narrateur
- Hiro Yūki (VF : Éric Legrand puis Patrick Borg) : Shapner
- Yoshiyuki Kono (VF : Georges Lycan) : Yakon
- Jōji Yanami (VF : Georges Lycan) : M. Brief
- Daisuke Gōri (VF : Georges Lycan) : Roi Enma
- Kōji Totani (VF : Éric Legrand) : Kiwi
- Kobayashi Yūko (VF : Virginie Ogouz) : Marlene
- Banjō Ginga puis Yukimasa Kishino (VF : Éric Legrand) : Roi Vegeta
- Daisuke Gōri puis Ryūzaburō Ōtomo (VF : Georges Lycan) : Roi Cold
- Hirotaka Suzuoki (VF : Éric Legrand) : l'arbitre du Tenkaichi Budokai
- Yukitoshi Hori (VF : Pierre Trabaud) : C-19
- Jōji Yanami puis Bin Shimada (VF : Philippe Ariotti) : Babidi
- Megumi Urawa (VF : David Lesser) : Oob

## Impact
Dragon Ball Z est l'un des piliers de la popularisation des mangas et des animes en France, instaurant une image négative chez les uns (assimilation systématique des mangas à la violence) et positive chez les autres (le manga correspond à une sorte de dynamisme[pas clair]). Par la suite, la parution du manga Dragon Ball chez Glénat connaît aussi un grand succès (plus de 17 millions d'exemplaires vendus en France), coïncidant avec un déferlement du manga en France.
La diffusion de Dragon Ball Z dans une émission pour enfants est également sujet à polémique. En 1991, le CSA sanctionne TF1 via un communiqué à l'antenne juste avant le journal de 20 heures pour avoir diffusé « des scènes de violence et de sadisme » dans une émission pour enfants les 5 décembre 1990 et 3 janvier 1991, Dragon Ball étant la première série d'animation concernée.

### Différences avec le manga
L'univers et l'esprit d'Akira Toriyama sont respectés la plupart du temps dans la série animée. Toutefois, alors que dans le manga, la progression de l'histoire est plutôt rapide et rythmée, elle est beaucoup plus lente dans Dragon Ball Z. En particulier lors des combats, le rythme est considérablement ralenti et certains de ceux-ci s'étalent inconsidérément sur des dizaines d'épisodes. Cette modification du rythme s'explique par la nécessité de ne pas rattraper la trame du manga, dont la publication était plus lente que celle de la série animée. Les passages sur les combats s'en trouvent ainsi très longs, avec des commentaires de personnages secondaires qui ne figurent pas dans le manga, ou de nombreux retours en arrière.
Certains épisodes (voire séries d'épisodes) dits « de remplissage » (fillers) sont ajoutés et donc n'apparaissent pas dans le manga :
- Les épisodes 9 à 17 détaillent les aventures de Son Gohan durant sa survie en solitaire, de Son Goku courant sur le chemin du serpent, ainsi que l'entrainement de Krilin et des autres combattants par le Tout-Puissant pendant les six mois suivant le combat contre Raditz.
- Les épisodes 39 à 43 racontent les péripéties spatiales de Krilin, Bulma et Son Gohan impliquant une fausse planète Namek. L'épisode 42 contient néanmoins un élément de l'histoire originale : le réveil de Vegeta sur une lointaine planète. Dans les épisodes 59 et 60 nous sont contés les malheurs de Bulma sur Namek.
- Dans l'épisode 100, Son Gohan, qui est arrivé au vaisseau spatial afin de fuir la planète, revient sur ses pas pour défier seul Freezer qui est pourtant alors à 100 % de son potentiel.
- Les épisodes 108 à 117 font intervenir Garlic Junior, personnage issu du premier film de la série, Dragon Ball Z : À la poursuite de Garlic.
- L'épisode 124 montre l'entrainement de Vegeta à 300 G, puis l'épisode 125 nous montre Son Goku et Piccolo obligés de suspendre leur entrainement pour apprendre à conduire à la demande de Chichi (épisode entier tiré d'une illustration du manga). Ces deux épisodes se déroulent au même moment : durant la période d'entrainement entre le retour de Freezer et l'arrivée des cyborgs.
- L'épisode 170 est une mini aventure de Son Gohan qui voit le retour de Tao Pai Pai, et l'épisode 171 est une sorte de « photo » de la famille Son avec des anecdotes sur Son Gohan bébé. Ceci se passe pendant la mise au repos précédant le Cell Game.
- La quête des Dragon Balls de Son Goku est aperçue dans l'épisode 174 juste avant le Cell Game.
- Son Goku participe au Tenkaichi Budokaï de l’autre-monde lors des épisodes 195 à 199.
- Les déboires hors-série de Son Gohan en Great Saiyaman nous sont contés dans les épisodes 202 et 203.
- Les épisodes 288 et 289 décrivent la paix retrouvée au lendemain du combat contre Majin Boo.

Il est à signaler que bon nombre d'autres épisodes cités ci-dessus sont également remplis d'éléments rajoutés n'existant pas dans le manga, pouvant fréquemment constituer la majeure partie de certains épisodes. Cependant, ils ne peuvent être considérés à part entière comme épisodes fillers en raison d'une certaine continuité de l'histoire originale et d'un certain nombre d'informations nécessaires à la compréhension ou au bon déroulement de la trame principale.
Dragon Ball Z Kai, plus fidèle au manga d'Akira Toriyama, supprimera la plupart des fillers.

## Commentaires
Cette série couvre les volumes 17 à 42 du manga Dragon Ball soit trois arcs majeurs de la série : Les Saïyens – Freezer, Les Cyborgs – Cell Game et Majin Boo.
La trame de l'histoire repose sur une succession d'adversaires à combattre, de plus en plus forts (Raditz, Nappa, Vegeta, Dodoria, Zabon, Reacum, Ginyû, Freezer, C-20, C-19, C-18, C-17, Cell, Boo), souvent accompagnée d'un contexte de quête, de voyages, avec un humour fréquent voire omniprésent lors de certains passages (bien que fortement atténué par rapport à la tonalité de la première série). Les personnages évoluent sur une durée (fictive) de plus de vingt ans, ce qui est très rare dans ce type d'anime et dans les œuvres de fiction de manière générale. Ainsi, on peut voir nombre d'entre eux construire puis agrandir leur famille au fil du temps ce qui permet la création de nouveaux personnages qui eux-mêmes évoluent dans le temps, développent leurs propres caractères et histoires personnelles.
Les épisodes 275 à 291 n'ont jamais été diffusés sur une chaîne hertzienne, la diffusion de la série ayant été stoppée en novembre 1996, avant l'arrêt du Club Dorothée sur TF1 fin aout 1997, à la suite de protestations d'associations de familles relatives à la violence de la série. L'année suivante, TF1 Vidéo a rendu disponibles ces épisodes inédits sous forme de VHS à acheter en kiosque, à raison de quatre épisodes par semaine (dont l'épisode 274, dernier diffusé sur TF1), les 2 derniers épisodes ayant été accompagnés du film Dragon Ball Z : L'Attaque du dragon.

## Produits dérivés

### DVD
L'édition de la série existe à l'unité, en coffret 8 DVD, 9 DVD, 4 DVD et en boîtier slim. 44 volumes individuels contenant au total 223 épisodes ont été commercialisés. Trois coffrets de 8 DVD contenant 144 épisodes ont également été commercialisés.[réf. nécessaire]
Sept digipacks et quinze coffrets de 61 volumes contenant les 291 épisodes ont été commercialisés.
La série est aussi éditée en trois coffrets DVD collector en version intégrale non censurée, combinant VOSTFr et VF, correspondant aux trois sagas principales de la série « Z » :
1. Dragon Ball Z Coffret Collector VOSTFr / VF Vol.1 : Saga Guerrier de l'espace – Freezer (épisodes 1 à 117 sur 17 DVD[17],[18]), commercialisé le 19 mars 2009[9] ;

1. Dragon Ball Z Coffret Collector VOSTFr / VF Vol.2 : Saga Cyborgs – Cell Game (épisodes 118 à 199 sur 12 DVD[19]), commercialisé le 7 octobre 2009[10] ;

1. Dragon Ball Z Coffret Collector VOSTFr / VF Vol.3 : Saga Buu (épisodes 200 à 291 sur 14 DVD[20]), commercialisé le 25 mars 2010[11].

### Jeux vidéo
Son Goku, Vegeta et Freezer ainsi que d'autres personnages font leur apparition dans les crossover Jump Ultimate Stars et Jump Super Stars sortis sur Nintendo DS en 2006. Ils sont également jouables dans le jeu vidéo J-Stars Victory Vs sorti en 2014 sur PlayStation 3 et PlayStation Vita.
Son Goku, Trunks, Vegeta, Freezer, Piccolo, Cell, Majin Boo apparaissent comme personnables jouables dans Jump Force sorti en février 2019 sur PlayStation 4.

### Jeux de société
En 2017, Dragon Ball Z est adapté en Monopoly. Le jeu est commercialisé en France depuis le 20 novembre 2017,, sur le site Référence Gaming ou en boutique. Le principe est d'acheter des personnages du manga en lieu et place des rues habituelles. Les six pions jouables ont été remplacés par : « l'épée de Trunks, une Capsule, la Dragon Ball à 4 étoiles, un Dragon Radar, une Armure Saiyan et une Carapace de Tortue ».

### Anime comics
Dragon Ball Z fait aussi l'objet d'une adaptation en anime comics, c'est-à-dire en manga papier fait à partir des images de l'anime. En France, la parution a commencé depuis le mois d'avril 2008 aux éditions Glénat. Une première version en est publiée dans Dorothée Magazine au début des années 1990.

### Dragon Ball CCG
En 2000, l'éditeur Bandai sort un jeu de cartes à collectionner sous le nom de Dragon Ball Collectible Card Game reprenant les licences Dragon Ball, Dragon Ball Z et Dragon Ball GT. Le jeu de cartes sera repris par Panini en 2014.

### Manga et anime dérivé
Dragon Ball: Episode of Bardock (ドラゴンボール エピソード オブ バーダック, Doragon Bōru Episōdo obu Bādakku, litt. Dragon Ball: Episode of Bardock) est un manga en trois chapitres de Naho Ōishi, prépublié dans le magazine V Jump en 2011, dérivé de l'univers de Dragon Ball.
Un TV special, réalisé par Toei Animation et adapté du manga, sort le 17-18 décembre 2011 (en avant-première). La sortie est annoncée par le V Jump pour courant 2012 au Japon.
À la suite du succès du TV special, un anime est également prévu dans un projet de plus grande envergure intitulé Dragon Ball: Force Project (ドラゴンボールフォースプロジェクト, Doragon Bōru Fōsu Purojekuto), également appelé Dragon Ball SSSS pour Dragon Ball Saikyō Super Saiyan Secret.